# Mestressa de casa

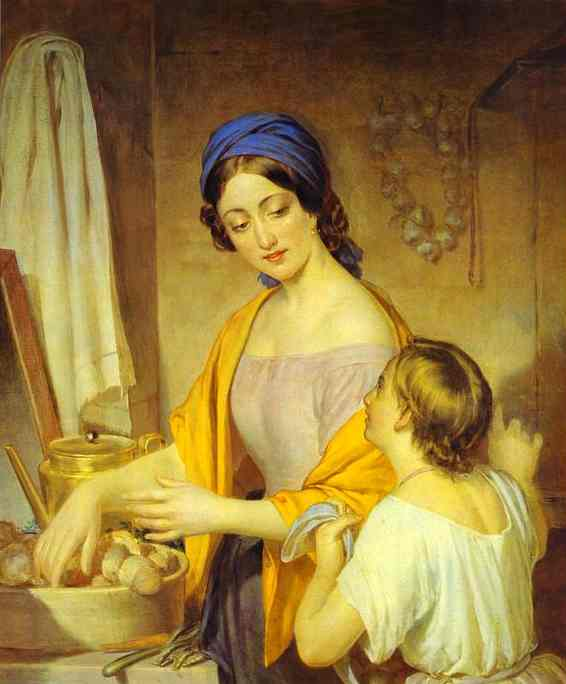
Pintura d'una mestressa de casa.

La mestressa de casa és la persona que es dedica exclusivament a les feines que es deriven de la casa i de la família. Tot i que tradicionalment s'ha referit només a la dona, actualment, també es pot parlar de "mestre de casa". Així, avui en dia, es parla de "mestressa de casa" com de la dona que té per funció governar la seva llar, sense afegir-hi altres connotacions.
Tradicionalment, el terme ha servit per a referir-se a la dona que no té independència econòmica, car no té cap feina remunerada, i que dedica el seu temps a tenir cura de la família i la llar. Especialment a la cultura occidental tradicional la mestressa de casa és considerada la dona que té com a ocupació principal el treball no remunerat a la llar amb les tasques com ara la cura de nens i de grans, de malalts, de persones més o menys dependents, la neteja de la casa, la logística, la cuina, la gestió parcial o total del pressupost familiar i altres tasques diverses.
Normalment aquest lloc l'ocupa l'esposa d'un matrimoni convencional compost per l'home, la dona i els fills i filles. És normalment un treball no remunerat, almenys de manera directa. De la mestressa de casa s'esperen tradicionalment moltes coses, però sobretot abnegació, que significa literalment "negar-se a si mateixes" en nom de la família tradicional. Així doncs, no és sorprenent que el feminisme qüestioni fortament aquest rol tradicional de la mestressa de casa i busqui canviar-lo.

## Accepció moderna
Tot i el nom en femení, en els temps més recents és cada vegada més comú que l'home accepti prendre aquest rol. Recentment doncs es pot aplicar el terme als homes que adopten aquesta funció. Durant segles s'ha considerat que ser mestressa de casa era el rol natural per a la dona. El feminisme ha lluitat per permetre que els dones accedissin a treballs fora de la llar o per reconèixer el paper econòmic de les mestresses de casa.
Una de les demandes més habituals del col·lectiu és que fins i tot entre les dones amb professions remunerades, el pes de la feina domèstica continua caient sobre elles, per tant tenen una doble jornada laboral.
Altres arranjaments resulten ser intermedis als dos possibles extrems, en els quals la parella es reparteix de la manera més equitativa possible les tasques quotidianes de la llar.